# Sant Miquel de Freixe
Sant Miquel de Freixe és una capella al terme municipal d'Espolla a l'Alt Empordà, molt a prop del mas de Freixe i de la riera del mateix nom. En el seu origen era una església romànica dels segles XIII-XIV però que, segurament a causa d'una riuada, s'enfondrà i només en queda un mur i els fonaments de l'absis. Evidentment no s'hi realitza cap mena de culte i és en una finca privada.